# Assunção do Piauí
Assunção do Piauí este un oraș în Piauí (PI), Brazilia. 